# Ivanje (Cres)
Ivanje je naselje na otoku Cresu, administrativno pripada gradu Cresu.
Pripada poštanskom uredu broja 51559. Prema popisu iz 2001. godine, naselje ima 3 stanovnika.

## Stanovništvo
| broj stanovnika |       |       | 83    | 83    | 80    | 97    |       |       | 108   | 49    | 41    | 17    | 9     | 9     | 3     | 3     | 9     |
|                 | 1857. | 1869. | 1880. | 1890. | 1900. | 1910. | 1921. | 1931. | 1948. | 1953. | 1961. | 1971. | 1981. | 1991. | 2001. | 2011. | 2021. |

## Vanjske poveznice
- Grad Cres: Naselja na području grada Cresa
- Novi list.hr – Walter Salković: »Ivanje korak bliže civilizaciji: Konačno se popravlja cesta prema najsjevernijem naselju otoka Cresa«  Arhivirana inačica izvorne stranice od 2. studenoga 2014. (Wayback Machine)